# Cakewalk by BandLab
Cakewalk by BandLab（ケークウォーク バイ バンドラボ、CbB）は、BandLab Technologiesによって開発されている無料のDAWソフトウェアである。対象のプラットフォームはMicrosoft Windows（64bit版）。
かつてはCakewalkによって開発されており、SONAR (ソナー) という名称で知られていた。

## 概要
シンガポールに拠点を置くBandLab Technologiesが開発する、プロフェッショナルユースのデジタル・オーディオ・ワークステーション (DAW)。
2017年まではCakewalkよりSONARという名称で販売されていた。Cakewalk by BandLabは、SONARシリーズの最上位グレードであるSONAR Platinumと同等の機能を搭載し、誰でも無料で利用する事ができる。フリーウェア化した事に伴って以前のメンバーシップ制は廃止されたが、2022年2月現在においても、およそ1ヶ月に一度のアップデートが継続されている。
デジタル・オーディオ・ワークステーションとしての歴史は、Windows 95向けに提供されていたCakewalk Pro Audio 4 (1996年)にまで遡る。北米以外の地域や日本での管理・販売は、持株会社であったRolandが担当していた。その後バージョンアップを重ね、2001年にSONARが発売、以降はおよそ1年に一度バージョンアップが繰り返された。
2013年にCakewalkがGibsonに買収された事により、国内ではTEACが正規代理店となった。
2015年、SONARのナンバリングを撤廃しメンバーシップ制を導入。12ヶ月の分割払いとなり、支払った期間のみ1ヶ月に一度のアップデート（マンスリー・アップデート）を受け取れるシステムに変更される。
2017年には、Cakewalkの親会社であるGibsonによりSONARシリーズを含む全てのCakewalk製品の開発終了が告知されたが、2018年にBandLab TechnologiesがCakewalk, Inc.の資産を取得、同年4月までにCakewalk by BandLabの早期アクセス版がリリースされた。
付属するインストゥルメント・プラグインは、Cakewalk TTS-1 (Roland/EDIROL Hyper Canvasのバンドル版)、Cakewalk Studio Instruments (Bass Guitar、Drum Kit、Electric Piano、Strings Section)の計5つ。
エフェクト・プラグインは、Overloud TH3 Cakewalk Edition、BREVERB 2 Cakewalk、Sonitus:fx Suite (Compressor、Delay、Equalizer、Gate、Modulator、Multiband、Phase、Reverb、Surround、Surround Compressor、Wahwah)のみであるが、Drum ReplacerやProChannelなど、DirectX/VSTプラグインでないエフェクタが他にも多数付属する。
2023年10月、BandlabはCakewalkブランドにおけるラインナップ変更を発表。無償であった「Cakewalk by Bandlab」の提供・サポートを終了し、「Cakewalk」ブランドを再確立、「Cakewalk Sonar」と「Cakewalk Next」の2製品をリリースすることを発表した。

## 沿革
- 2001年 - RolandよりSONAR発売[2]。DirectX/DXi規格をサポートし、本格的なソフトウェア・シンセサイザやエフェクタを利用できるようになった。同年、エントリー向けラインナップであるSONAR Home Studio 2002、廉価版であるMusic Creator 2002、Music Creator Pro 24が発売されている。
- 2002年6月 - SONAR 2.0発売[9]。DXi 2.0、ReWire 2規格をサポートした。同年、Music Creator 2003が発売されている。
- 2003年7月 - SONAR Home Studio 2004、SONAR Home Studio 2004 XL発表[10]。SONAR 2.2をベースにしている。XLエディションではいくつかのソフトウェア・シンセサイザ、エフェクタ、オーディオループがバンドルされている。
- 2003年8月 - SONAR 3シリーズ発表[11]。今バージョンよりProducer EditionとStudio Editionの2グレード体制となった。UI刷新のほか、ACIDループ素材、VST/VSTi（ただしCakewalk VST Adapterによるもの）、WDM、ASIO規格のサポートなど、大幅な機能強化が図られた。また、Sonitus:fx Suiteがバンドルされるようになった。
- 2004年6月 - SONAR Home Studio Version 2、SONAR Home Studio Version 2 XL発表[12]。Home Studio 2004及び2004 XLのブラッシュアップ版である。VST/VSTiサポートが追加された。
- 2004年9月 - SONAR 4シリーズ発表[13]。トラックのフリーズ機能が追加されたほか、サラウンド・オーディオがサポートされた。
- 2005年 - Music Creator 2、Music Creator Pro 2発売。
- 2005年1月 - SONAR x64 Technology Previewリリース[14]。SONAR 4 Producer Editionをベースに、x64に対応させたプロトタイプである。
- 2005年4月 - SONAR LE発表[15]。SONAR 4シリーズの廉価版である。
- 2005年7月 - SONAR Home Studio Version 4、SONAR Home Studio Version 4 XL発表[16]。SONAR 4をベースにしている。
- 2005年10月 - SONAR 5シリーズ発表[17]。今バージョンよりx64に正式に対応した。BitBridgeテクノロジにより、64bit環境でも32bitのプラグインを動作させる事ができる。ボーカルピッチ機能であるRoland V-Vocalを搭載し、オーディオエンジンも64bit浮動小数点数ベースに強化された。また、VST/VSTiプラグインがネイティブ動作するようになった。
- 2006年2月 - Music Creator 3が発表された[18]。
- 2006年5月 - SONAR 6シリーズ発表[19]。外部コントローラとの連携を強化するACT、非破壊オーディオタイミングツールであるAudioSnap（タイムストレッチング技術としてiZotope社のRadiusを採用）などを搭載した。
- 2007年1月 - SONAR Home Studio 6、SONAR Home Studio 6 XL発表[20]。SONAR 6.2をベースにしている。また、SONAR LEがアップデートされ、SONAR 6ベースに再設計された[21]。
- 2007年9月 - SONAR 7シリーズ発表[22]。ステップシーケンサやSmart MIDIツールなどを搭載し、ピアノロールでのマルチトラック編集などをサポートした。
- 2007年11月 - Music Creator 4発売[23]。
- 2008年9月 - SONAR 8シリーズ、SONAR Home Studio 7、SONAR Home Studio 7 XL発表[24][25]。今バージョンより"Edition"の表記はされなくなった（Producer Edition→Producer、Studio Edition→Studio）。SONAR 8では、ループ素材ブラウザの改良やインストゥルメントトラックの新設、パフォーマンスの向上、WASAPIのサポートなど、主に改良・最適化がなされている。なお、同月にTwelve Tone Systems, Inc.はCakewalk, Inc.へ社名変更されている。
- 2009年4月 - Music Creator 5発売[26]。
- 2010年11月 - SONAR X1シリーズ発表[27]。今バージョンよりSONAR Home StudioはEssentialエディションとしてSONARシリーズに統合された。新しいSkylight UI、統合されたブラウザやインスペクタ、ProChannelの追加など、大幅な刷新が図られた[28]。
- 2011年7月 - Music Creator 6発表[29]。SONAR X1をベースにしている。
- 2012年9月 - SONAR X2シリーズ発表[30]。Smartツールやピアノロール、マトリクスビューが改良されたほか、多くのプラグインが追加された。同年10月に発表されたX2aアップデートでは、Windows 8とタッチ操作を正式にサポートした。
- 2013年5月 - SteamでMusic Creator 6 Touchリリース[31]。これは、Music Creator 6にWindows 8/タッチ操作のサポートを追加したものである。
- 2013年9月 - SONAR X3シリーズ発表[32]。Essentialは、無印のX3へと名称が変更された。VST3規格がサポートされ、多くのプラグインが追加された。なお日本国内においては、Cakewalk, Inc.がギブソンに子会社化された経緯から、同じく傘下にあったティアック社のTASCAM Professional Softwareブランドでの発売となる[3]。
- 2013年12月 - SteamでSONAR X3シリーズ発売[33]。
- 2015年1月 - SONARシリーズ発表[4]。ナンバリングは撤廃され、3つのグレードの名称も変更された（Producer→Platinum、Studio→Professional、無印→Artist）。またメンバーシップ制が導入され、アップデート頻度は1ヶ月に一度へと変更された。続く同年2月、予定通り初のメジャーリリースである"Braintree"アップデートが配信された。ティアック社の技術協力によるDSDフォーマットのサポートや新しいプラグイン、不具合の修正などが含まれる[34]。
- 2015年2月 - Music Creator 7発表[35]。
- 2015年10月 - SreamでSONARシリーズ発売[36]。
- 2016年6月 - 6月1日から同年8月31日までの間、SONAR Platinumを購入したユーザ向けに"LifeTime Update" (LTU)のライセンスが提供された。LTUライセンスを持つユーザは、メンバーシップ料金を支払わなくとも永続的なアップデートが約束される。
- 2016年11月 - SONAR Home Studio発表[37]。SONARシリーズをベースにしており、こちらも同様にナンバリング制は撤廃された。
- 2017年4月 - CodeWeaversの協力のもと、SONAR Home StudioをmacOSへ移植したSONAR Mac Prototypeが無償公開された[38]。
- 2017年11月17日 - SONARシリーズを含むCakewalk社製品の開発が終了[5]。
- 2018年4月4日 - BandLab TechnologiesよりCakewalk by BandLabリリース[6]。これまでSONARシリーズにバンドルされていた多くのプラグインがバンドルされなくなった代わりに、SONAR Platinum相当の機能を誰でも無償で利用できるようになった。

## 主な機能

### シーケンサ
ピアノロール、数値入力、譜面入力をサポート。
通常のシーケンサに加え、特定のエディションを除きステップ・シーケンサも有する。

### オーディオ
マルチトラックでの音楽編集機能、記譜機能、サラウンドサウンド機能（5.1chと7.1ch）を提供する。
互換性のある他ソフトウェアから、オーディオ・ループ素材を取り込み、ミックスダウンする事も可能。また、64bit浮動小数点オーディオエンジンに対応している。
オーディオ出力オプション（64bitマスターを含む）は、BWF（タイムスタンプ付き）、Advanced Systems Format、MP3、DSD、AIFF、AU、CAF、FLAC、OGG、RAW（ヘッダーレス）、RF64（RIFF 64）、SD2（Sound Designer II）、W64 (Sony Wave-64)、WAV、WAVEXである。
2015年のバージョンからは、 DSDフォーマットのネイティブ編集に対応している。

#### AudioSnap
AudioSnapは、スライシングや破壊編集をする事無く、オーディオのタイミング修正を可能にするツールである。
これは一度に一部、またはプロジェクト全体をクオンタイズする事が出来る。クリップ全体をクオンタイズする代わりに、Split Beats Into Clipsコマンドを用いて、クリップをより小さい断片、もしくはビートの長さの断片に分割する事も可能。
もしクリップ中の連続したビートがグリッドに揃っていないのなら、AudioSnap Beatsコマンドを用いて、グリッドに揃う様にクリップをクオンタイズする事が出来る。

### ビデオ
限定された動画編集機能を有する。
avi、mpeg、wmvとmovファイルをサポートし、ビデオを別のトラックの中にサムネイルとして表示する事が出来る。また、適合するハードウェアと、FireWireを通じて外部モニタに映像出力する事も可能。すべての一般的なSMPTEフォーマット、フレームサイズとフレームレートがサポートされている。

### 対応規格
ReWireを経由し、サンプル精度で他のマルチメディアアプリケーションへ接続可能。
DirectX/DXi、VST/VSTiのプラグインフォーマットに対応し、ソフトウェア・シンセサイザー、ソフトウェアサンプラー、ソフトウェアドラムマシン等のソフトウェア音源や、エフェクタを利用可能。
SONAR 5にてVSTにネイティヴ対応し、Cakewalk VST Adapterが不要になった。
またARA規格のプラグインをサポートしており、バンドルされているMelodyne Essentialなどとシームレスな連携が可能である。
バージョン2019.05より、ARA2規格がサポートされた。

### Cakewalk Application Language
CAL（Cakewalk Application Language、Cakewalkアプリケーション言語）は、MIDI関連の操作を記述し、オートメーション化させる事が可能なスクリプト言語である。

### Active Controller Technology
この機能はACTとも呼ばれ、MIDIコントローラ／サーフェスとパラメータのアサインをアシストするものである。
エフェクトやソフトウェア・シンセサイザをコントロールする際、コントローラ／サーフェスを現在アクティヴになっているプラグインに合わせてアサインする。現在はSONAR専用のオートメーション・コンソール、SONAR V-STUDIO 700に完全に対応した。
SONARはCM Labs MotorMixの様な、他の特殊用途専用コントローラ／サーフェスにも対応し、ACT MIDI Controllerと呼ばれる汎用プラグインを含んでいる。
それはJL Cooper FaderMaster、Peavey PC-1600、Kenton Control Freakの様な、一般的なMIDIコントローラ／サーフェスに対応する様に設定されている。
一般的なコントローラ／サーフェスはフェーダー／ノブ／ボタンのストリップを8から16持ち、モータライズされておらず、大抵MIDIメッセージを送信する様に設定されている。

### その他
バージョン6以降、SONARは64bit版のWindows XP及びWindows Vistaに於いて、64bitオーディオ・エンジンと64bitミキサーによるフル64bit内部処理が可能となった。
ソフトウェア音源により、GM2規格にも対応（SONAR 3まではVirtual Sound Canvas、SONAR 4以降はHyperCanvasベースの内蔵音源TTS-1）。
オーディオのミキシング過程のオートメーション化が可能。
MIDIはデジタル音楽の表現手段として広く標準として認められているが、競合する録音／編集ソフトウェア（例：Cubase）間でプロジェクトをやり取りする為の、広く受け入れられている標準は存在しない。それ故に、Cubaseのプロジェクトをネイティヴ・フォーマットのままSONARにインポートする事は不可能であり、その逆もまた同様である。とはいうものの、OMFIファイルの形を用いれば、オーディオのタイミング、テンポ、音量、そしてパン情報を維持した状態で、マルチトラック・オーディオのプロジェクトをアプリケーション間で交換する事が可能である。

## 過去に販売されていたSONARのエディション

### SONAR
最上位版のSONAR PRODUCERと、普及版のSONAR STUDIOとが存在する。2010年発表のSONAR X1からは、SONAR Home StudioがESSENTIALとしてメイン・ラインに統合された。
2015年発表のバージョンからは、Xを含むバージョン名が無くなり、PRODUCERがPlatinumへ、STUDIOがProfessionalへ、ESSENTIALがArtistへと各グレードの名称が変更された。
同時に、販売方式が従来の買い切り方式から月額のメンバーシップ方式へと変更された。12ヶ月分の料金を一括で支払った場合、または月払いで12ヶ月間利用した場合(途中で利用を中断してもよい)、以降は料金を支払わなくとも永続的にSONARを利用できるが、アップデート及びサポートを利用できるのは料金を支払った期間のみである。
これに伴い不定期的なメジャーバージョンアップは廃止され、マンスリー・アップデートと称した新機能や不具合修正などを、メンバーシップ保有者へ対し1ヶ月に一度提供する形となった。
Rolandから販売されていた時には、“ミュージ郎 ソナー・デジタル・スタジオ”、“SONAR Perfect Solution”、“SONAR POWER STUDIO”の名称で、Roland社ハードウェアとの同梱パッケージが存在していた。
製品構成には、同社のMIDI音源であるSCシリーズやSDシリーズ、オーディオ・インターフェースであるUAシリーズ等が組み合わされた。
2016年には、SONAR Platinum LTU (Life Time Update)と称された、メンバーシップ料金を支払わなくとも永続的なアップデート/サポートを利用できるライセンスが期間限定で販売された。
2018年、開発元の変更に伴い名称がCakewalk by BandLabへと変更された。グレード制は廃止され、従来のPlatinumと同等の機能を無料で利用する事ができる。
- 2001年：SONAR
- 2002年：SONAR 2.0XL、SONAR 2.0
- 2003年：SONAR 3 Producer/Studio Edition（以降同様のラインナップ）
- 2004年：SONAR 4
- 2005年：SONAR 5
- 2006年：SONAR 6
- 2007年：SONAR 7
- 2008年：SONAR 8 PRODUCER/STUDIO（以降同様のラインナップ）
- 2009年：SONAR 8.5
- 2010年：SONAR X1 PRODUCER/STUDIO/ESSENTIAL
- 2012年：SONAR X2 PRODUCER/STUDIO/ESSENTIAL
- 2013年：SONAR X3 PRODUCER/STUDIO/ESSENTIAL
- 2015年：SONAR Platinum/Professional/Artist
- 2016年：SONAR Platinum LTU(Life Time Update)(期間限定での販売)
- 2018年：Cakewalk by BandLab

### SONAR VS
SONAR V-STUDIO 100専用のバンドル版。

### SONAR Home Studio
SONAR LEと同じくSONARのライトバージョンであるが、一部の機能に制限はあるもののSONARとほぼ同等となっている。
SONAR Home Studioと、プラグイン等を強化したSONAR Home Studio XLとが存在する。
2010年発表のSONAR X1より、ESSENTIALとしてメイン・ラインに統合された。
2017年、SONARシリーズのエントリー版としてSONAR Home Studioが発売された。これに伴い、エントリー向けDAWとして販売されていたMusic Creatorシリーズは廃止された。
しかし、上位版のSONARとは違って買い切り方式での販売となる。また、毎月のアップデートを含む、インストール以降のサポートは一切行われない。
2018年2月現在、SONAR Home Studioは無料で入手する事ができる。本来であれば2018年1月11日までの期間限定での無償配布であるはずが、その期日を過ぎた2018年2月現在となっても問題なくアクティベートが可能である。
- 2001年：Cakewalk Home Studio 2002
- 2003年：Cakewalk Home Studio 2004/2004XL
- 2007年：SONAR Home Studio 6/6XL
- 2009年：SONAR Home Studio 7/7 XL
- 2017年：SONAR Home Studio

### Music Creator
Music Creatorは、SONARの機能を制限したライトバージョンである。SONARとはGUIや操作感が大きく異なる。
- 2001年：music creator 2002 / MUSIC CREATOR PRO 24
- 2002年：Music Creator 2003
- 2006年：MUSIC CREATOR 2 / MUSIC CREATOR PRO 2
- 2006年：Music Creator 3
- 2007年：Music Creator 4
- 2009年：Music Creator 5
- 2011年：Music Creator 6

### SONAR LE
SONAR LEは、SONARの機能を制限したライトエディションである。
動画編集機能は付いていないが、オーディオやMIDIのレコーディングから編集、ミキシング、マスタリングまでDTMに関する一通りの機能を揃えている。
各社のDTM関連製品へのバンドル（日本語版はローランド社製品へのみ）という形で提供されている。
- 2005年：SONAR LE
- 2007年：Cakewalk Production Plus Pack（SONAR 6 LE、project5 LE、D-PRO LE）
- 2010年：Cakewalk Production Plus Pack（SONAR LE 8.5、Cakewalk Sound Center、Studio Instruments Drum Kit、RAPTURE LE）
- 2011年：SONAR X1 LE

### Music Creator LE
Music Creator LEは、Music Creatorの機能を制限したライトエディションである。
各社のDTM関連製品へのバンドルという形で提供されている。
日本国内では未提供。

### SONAR V-STUDIO
SONARを中核とした、専用ハードウェアによる音楽製作システム。
業務用からギタリスト向けまで数種の製品が存在する。
ハードウェアには、オーディオ・インターフェース、フィジカル・コントローラ等を搭載する。

## 引用文献
1. ↑  “What's New?”.   BandLab Technologies. 2024年12月30日閲覧。
2. 1 2  “ローランドの新しいブランド「エディロール」からコンピュータ・ミュージック関連製品発売のお知らせ”.  ローランド. 2019年5月30日閲覧。
3. 1 2  “米Cakewalk 社 TASCAM Professional Software 製品取扱い開始のお知らせ”.  TASCAM. 2019年5月31日閲覧。
4. 1 2  “Cakewalk Shakes Up the World of Recording Software”.  Cakewalk. 2019年5月31日閲覧。
5. 1 2  “Gisbon Brands announcement regarding Cakewalk, Inc.”.  Cakewalk. 2017年11月22日閲覧。
6. 1 2  “SONAR relaunches as ‘Cakewalk by BandLab”.  BandLab Technologies. 2018年9月7日閲覧。
7. ↑  “Cakewalk - Cakewalk Documentation - Included plug-ins”. www.cakewalk.com. 2020年3月22日閲覧。
8. ↑  “BandLab Technologies Reveals New Brand Vision for Cakewalk - Caldecott Music Group Blogs” (英語). bandlabtechnologies.com. 2023年12月16日閲覧。
9. ↑  “EDIROLブランドのDTM製品群を一挙に発表 ～後編：MIDI&オーディオシーケンスソフトなど6製品～”.   AV Watch. 2019年5月30日閲覧。
10. ↑  “Cakewalk® Releases Home Studio™ 2004 and Home Studio 2004 XL; Adds Additional New Features, Tools and Samples to Home Studio Recording Product Line”.  Cakewalk. 2019年5月30日閲覧。
11. ↑  “Cakewalk® Releases SONAR 3 Producer Edition™,”.  Cakewalk. 2019年5月30日閲覧。
12. ↑  “Cakewalk® Announces Home Studio™ Packaging Refresh; Adds VST/VSTi Support to Best Selling Home Studio Product Line”.  Cakewalk. 2019年5月30日閲覧。
13. ↑  “Cakewalk® Announces SONAR 4 Producer Edition™, the Definitive Audio Production Environment on the Windows Platform,”.  Cakewalk. 2019年5月30日閲覧。
14. ↑  “Cakewalk® Announces First Truly Native 64-bit Host DAW Application”.  Cakewalk. 2019年5月30日閲覧。
15. ↑  “Cakewalk® Announces SONAR LE™ Bundled With Edirol Hardware Offerings”.  Cakewalk. 2019年5月30日閲覧。
16. ↑  “[https://www.cakewalk.com/Press/Release/1058/07-22-05-SHS Cakewalk® Announces SONAR™ Home Studio™ Version 4 and SONAR Home Studio Version 4 XL, New Members of the Feature-rich SONAR Line of Recording Software for Musicians
e]”.  Cakewalk. 2019年5月30日閲覧。
17. ↑  “Cakewalk® Releases English, French, German, and Spanish Language Versions of SONAR 5 Producer Edition™, the Definitive Audio Production Environment”.  Cakewalk. 2019年5月30日閲覧。
18. ↑  “Cakewalk® Releases Music Creator™ 3 Music Software for the Windows PC !”.  Cakewalk. 2019年5月30日閲覧。
19. ↑  “Cakewalk® Releases SONAR 6 Producer Edition”.  Cakewalk. 2019年5月30日閲覧。
20. ↑  “Cakewalk® Announces SONAR Home Studio 6 and SONAR Home Studio 6 XL”.  Cakewalk. 2019年5月30日閲覧。
21. ↑  “Cakewalk® Announces SONAR LE Update”.  Cakewalk. 2019年5月30日閲覧。
22. ↑  “Cakewalk® Releases SONAR 7 Producer Edition”.  Cakewalk. 2019年5月30日閲覧。
23. ↑  “ローランド、エントリーユーザ向け音楽制作ソフト「Music Creator 4」発売”.  マイナビニュース. 2019年5月30日閲覧。
24. ↑  “Cakewalk® Announces SONAR™ 8 Producer & SONAR 8 Studio”.  Cakewalk. 2019年5月30日閲覧。
25. ↑  “Cakewalk® Announces SONAR Home Studio 7 and”.  Cakewalk. 2019年5月30日閲覧。
26. ↑  “Cakewalk® Releases Music Creator™5 Software for the PC”.  Cakewalk. 2019年5月30日閲覧。
27. ↑  “Cakewalk® Announces Buy SONAR™ 8.5 Get SONAR X1 FREE* Promotion”.  Cakewalk. 2019年5月30日閲覧。
28. ↑  “Cakewalk® Announces SONAR™ X1 Now Shipping”.  Cakewalk. 2019年5月30日閲覧。
29. ↑  “Cakewalk® Releases Music Creator™ 6 Software for the PC”.  Cakewalk. 2019年5月30日閲覧。
30. ↑  “Cakewalk® Announces SONAR X2 now shipping”.  Cakewalk. 2019年5月30日閲覧。
31. ↑  “Cakewalk® Announces Music Creator 6 Touch now available on Steam”.  Cakewalk. 2019年5月31日閲覧。
32. ↑  “Cakewalk® Announces Three New Versions of SONAR X3”.  Cakewalk. 2019年5月31日閲覧。
33. ↑  “Cakewalk® Announces SONAR X3 now available on Steam”.  Cakewalk. 2019年5月31日閲覧。
34. ↑  “Cakewalk® Delivers First Major Release for SONAR Membership Program”.  Cakewalk. 2019年5月31日閲覧。
35. ↑  “Cakewalk® Announces Music Creator 7”.  Cakewalk. 2019年5月31日閲覧。
36. ↑  “Cakewalk® Announces SONAR Steam Edition now available on Steam Platform”.  Cakewalk. 2019年5月31日閲覧。
37. ↑  “Cakewalk® Announces the release of SONAR Home Studio”.  Cakewalk. 2019年5月31日閲覧。
38. ↑  “最初で最後のMac版。フリーDAW「SONAR Mac Prototype」リリース”.   cBlog. 2017年9月18日閲覧。
39. ↑  AudioSnap. "." Accessed on May 21, 2007
40. ↑  AudioSnap Commands. "." Accessed on May 21, 2007.
41. ↑  “Sonar Video Support”.   Sound on Sound (2007年). 2007年5月21日閲覧。
42. ↑  Active Controller Technology (ACT). "." Accessed on May 21, 2007
43. ↑  Act MIDI Controller. "." Accessed on May 21, 2007
44. ↑  “Windowsに特化した音楽制作・レコーディングソフトウェア SONARシリーズのスターターグレード『SONAR HOME STUDIO (パッケージ版)』を新発売”.  タスカム. 2017年9月18日閲覧。
45. ↑  “SONAR Home Studio Giveaway”.  The Software Shop. 2018年2月13日閲覧。